# ProWein
ProWein est organisé depuis 1994 par le Messe Düsseldorf Group. C'est un salon réservé uniquement aux professionnels. Il se déroule sur trois jours au Düsseldorf Exhibition Centre et, au fil des éditions, il s'est affirmé avec Vinexpo comme un grand rendez-vous des opérateurs et décideurs internationaux du secteur des vins et spiritueux. Il reste néanmoins trois fois moins important que Vinitaly à Vérone.

## Historique
En dépit d'un accord d'alternance qui ne fut jamais respecté, ProWein fut en concurrence avec Interwein de Francfort jusqu'en 1996. Mais le fulgurant succès du salon de Düsseldorf un an plus tard, joint aux tensions internes d'Interwein fit disparaître celui-ci. Dès lors, fort de ses 51 919 m2 d'exposition, le nouveau venu se positionna comme l'un des salons des vins et spiritueux les plus importants en Europe et dans le monde. Il n'avait plus, dans ce secteur que ses principaux rivaux, Vinitaly à Vèrone, Vinexpo Bordeaux et la London Wine Fair. 

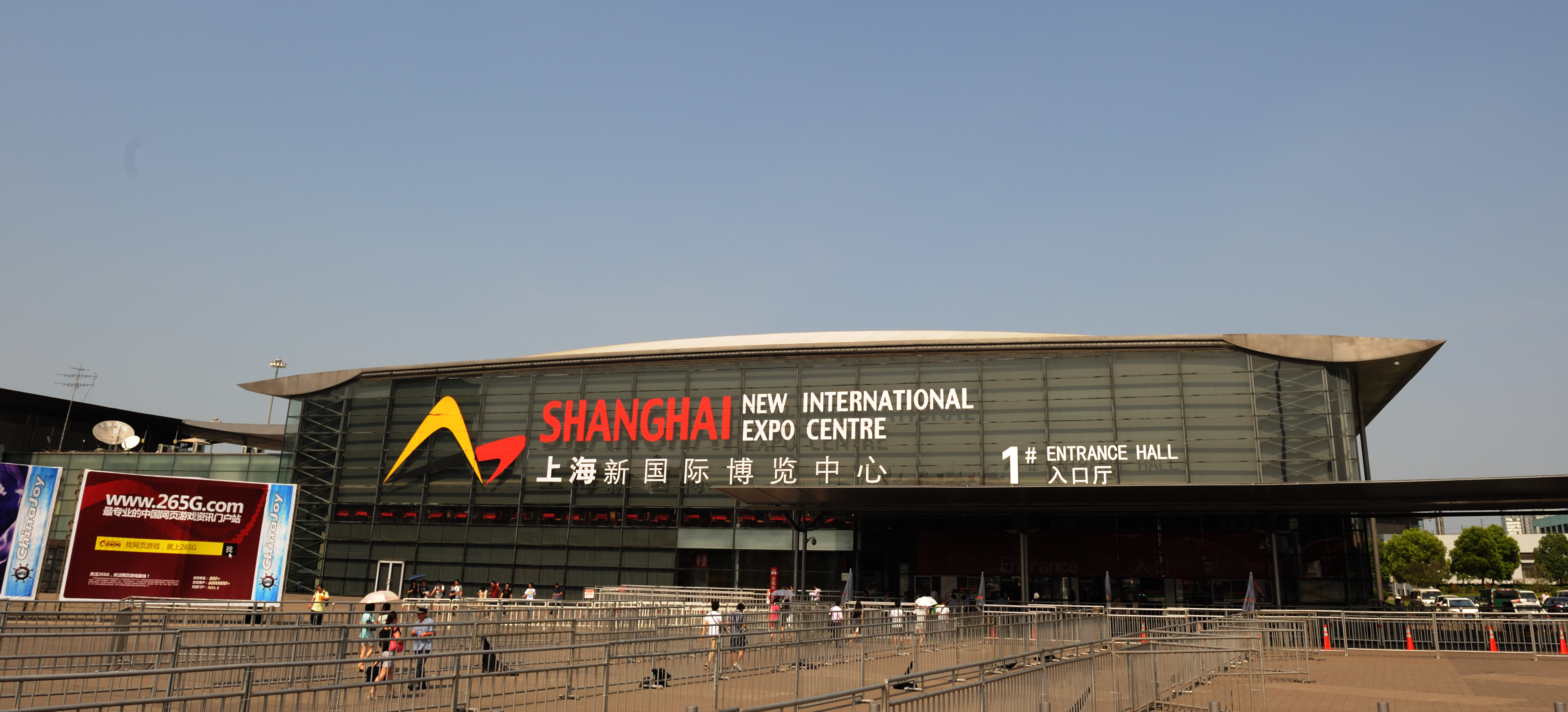
Shanghai New International Exhibition Centre (SNIEC)

Sa position de grand salon international a incité ProWein à suivre l'exemple des Bordelais qui ont créé Vinexpo Asie à Hong Kong. Pour la première fois, du 13 au 15 novembre 2013, est programmé un ProWine Chine à Shanghai. Il se tiendra au Shanghai New International Exhibition Centre (SNIEC), site d'exposition créé par Messe Düsseldorf Group et Shanghai Pudong Land Development Corporation (SPLDC). Le SNIEC, ouvert depuis 2001, a vu ses derniers aménagements achevés en 2010. Il propose depuis près de 200 000 m2 d'espace d'exposition intérieur et environ 130 000 m2 en plein air. 
ProWein fête son 20e anniversaire lors de l'édition 2014 qui se tient du 23 au 25 mars.

Le salon ProWein de 2020 est annulé à cause de la pandémie de maladie à coronavirus en Allemagne.

## Visiteurs
L'originalité de ProWein réside dans le fait que ses visiteurs sont uniquement des professionnels. La moitié représentent le commerce de gros et de détail, suivi par des spécialistes de CHR. Plus de 70 % de ceux-ci occupent des postes de décisionnaires. Le salon segmenté par thèmes et par pays leur offre une vision simple et claire de la thématique. Des programmes de dégustations et d'événements spéciaux complètent l'exposition.
L'édition ProWein 2012 a dépassé les espérances avec une augmentation globale du nombre de visiteurs de 4,18 %. Quant au secteur international, il a progressé de 6,25 % en termes de visiteurs, grâce à l'apport des pays d'Europe orientale et de l'Asie, en particulier de la Chine et du Japon. En 2013, il a été comptabilisé 44 000 visiteurs venus du monde entier, forte augmentation en comparaison du salon 2012 et ses 40 667 visiteurs. Les fortes hausses proviennent de Grande-Bretagne, Scandinavie et Benelux, mais aussi de la France, de l'Espagne et de l'Italie. On note aussi de nouveaux visiteurs venus de l'Amérique du Nord.  

## Exposants

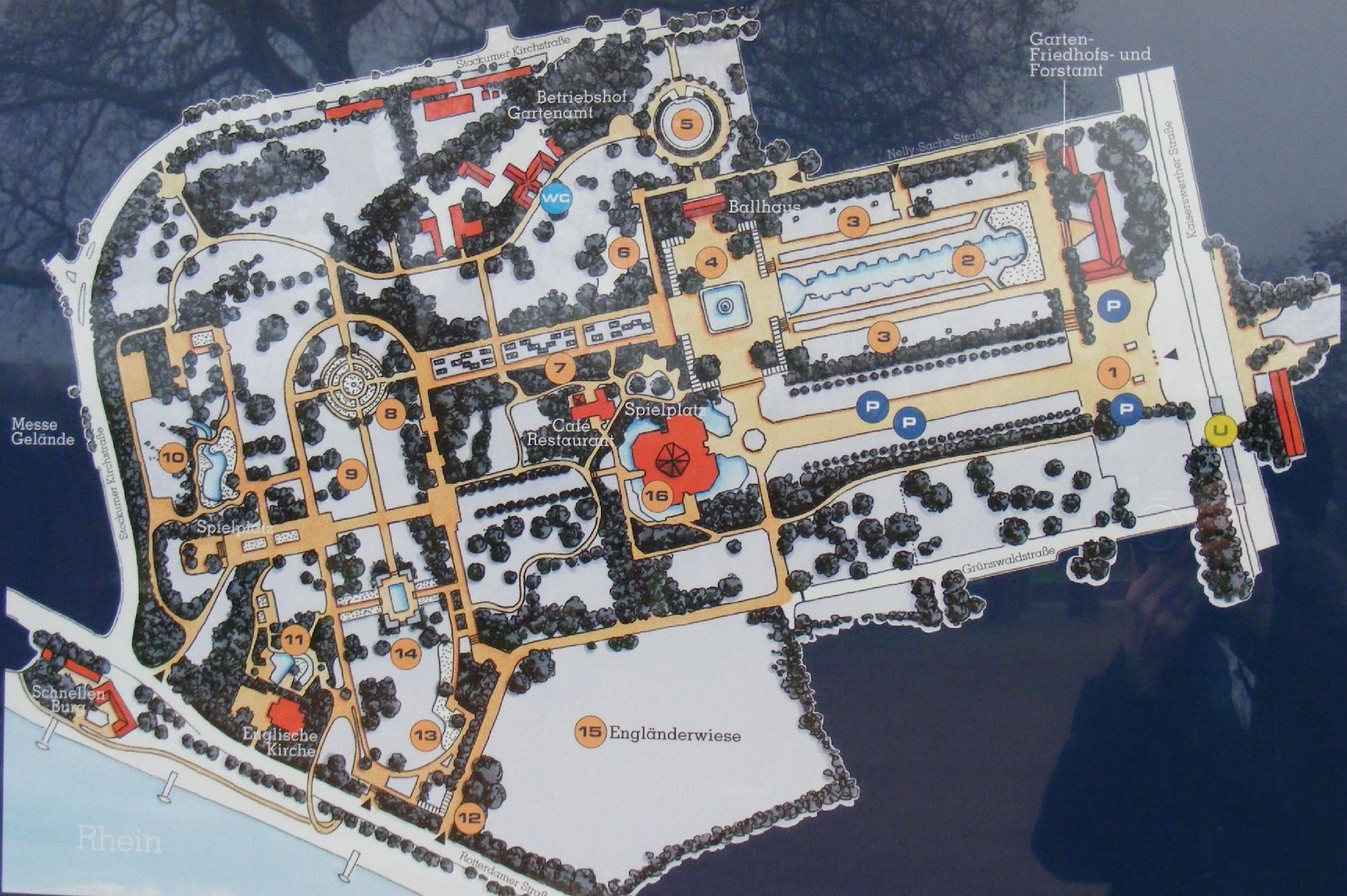
Centre d'exposition de Düsseldorf

L'édition ProWein 2013 a accueilli 4 783 exposants venus de quelque 48 pays. C'est une augmentation conséquente sur celui de 2012 qui en comptait 3 981 présentant des vins provenant de 47 pays. Celle-ci était déjà en progression de 8,81 % d'exposants vis-à-vis du salon 2011 qui avait réuni 3 630 exposants venus de 49 pays.
Outre l'Allemagne (828 exposants) sont toujours fortement représentées l'Italie (842), la France (787), l'Espagne (364),  l'Autriche  (349), le Portugal (175), la Grèce, la Suisse, les pays d'Europe de l'Est, etc. soit 3 981 exposants dont3 153 étrangers, soit 79 %. Ce pourcentage est demeuré relativement constant au cours des dernières années. 
Les vins en provenance d'outre-Atlantique sont présentés par 332 exposants, ceux des pays d'Europe de l'Est, 97 exposants et 207 proviennent d'autres pays. Il est à souligner que les pays  du Nouveau Monde (Australie, Californie, Afrique du Sud, Chili, Argentine, Brésil, Uruguay et Nouvelle-Zélande) s'associent pour promouvoir leur production à travers des séminaires thématiques, des dégustations et des ateliers. Ces vins prennent régulièrement des parts de marché et depuis 2008 semblent être à l'abri de la crise. 
Les vins bio du monde entier sont toujours bien représentés, ce qui a permis à leurs producteurs de mettre au point une plate-forme centrale. Le segment des spiritueux regroupe près de 400 exposants qui commercialisent des spécialités qui vont de la tequila du Mexique, à une liqueur aux herbes de Norvège en passant par le moutai de Chine.

## Le Pavillon France

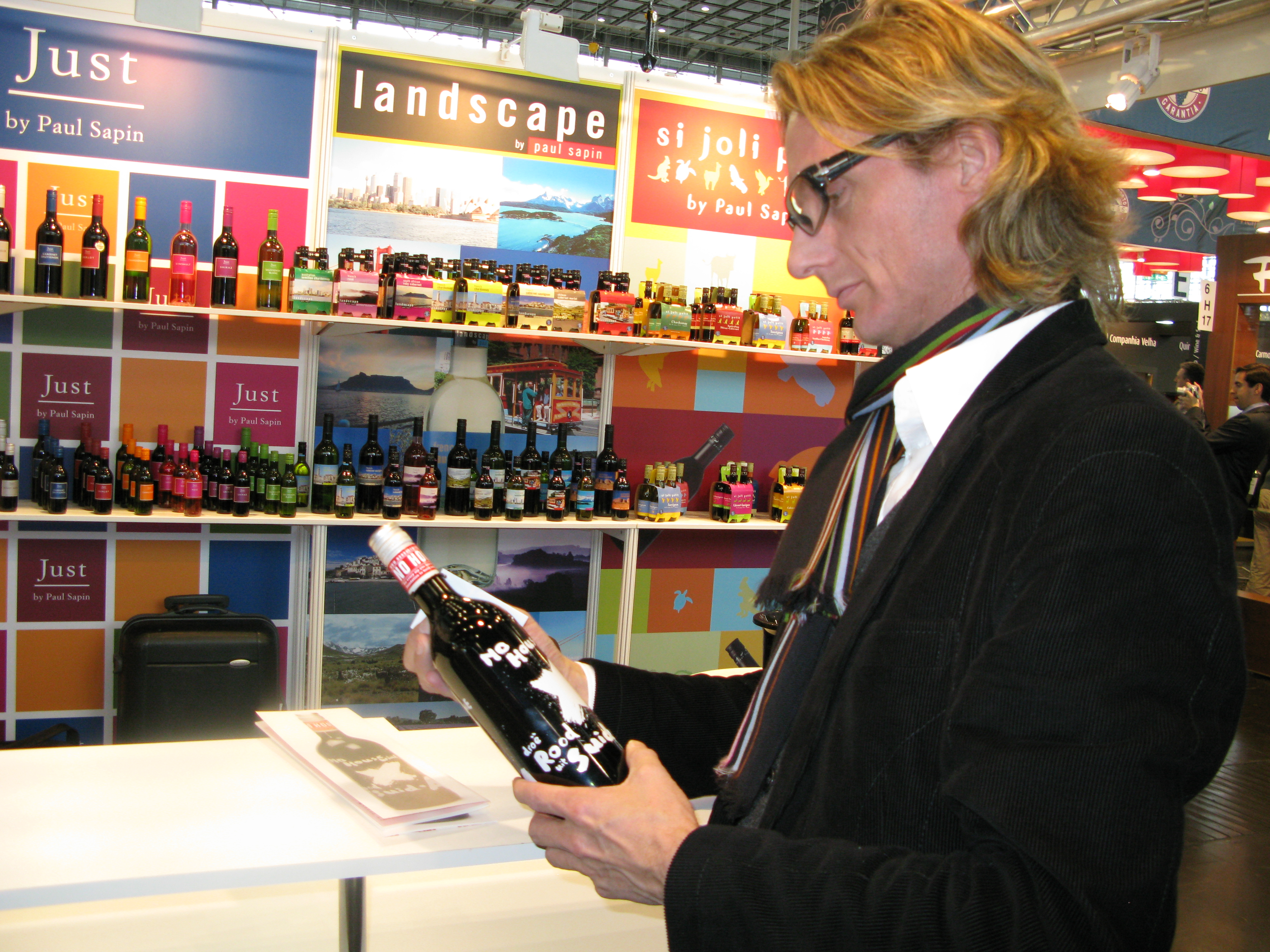
Un exposant du Pavillon France à ProWein

Les exposants français se regroupent dans le cadre du Pavillon France mis en place par SOPEXA. Outre un emplacement privilégié, celui-ci leur permet d'optimiser leur présence au salon par une visibilité qui facilite accès et convivialité avec des espaces rencontres pour accueillir les visiteurs, un travail de presse ciblé (relation, plan média, partenariat, etc.) ainsi qu'une logistique facilitée et une assistance technique avant et pendant le salon.
SOPEXA édite de plus un catalogue bilingue de ses exposants français et le liste aux importateurs, distributeurs et journalistes locaux avant l'ouverture de la manifestation. Il est aussi distribué pendant le salon. 

## Parts de marché
Selon les statistiques de l'OIV, en 2010, l'Allemagne, avec 14,2 millions d'hectolitres importés, est le premier importateur mondial en volume, suivi par le Royaume-Uni (12,5 millions hl), États-Unis (9,3 millions hl), la Russie (5,5 millions hl) et la France (4,5 millions hl). De leurs côtés, les Pays-Bas, le Canada, la Belgique et la Chine ne cessent de grimper. Le premier pays exportateur est l'Italie avec 6,342 millions d'hectolitres (41,75 % du total). Elle précède l'Espagne avec 2,679 millions d'hl (17,64 %) puis la France avec 2,502 millions hl (16,47 %). En valeur l'Italie arrive aussi en tête avec 796 millions d'€ (35,54 %), la France est seconde avec 654 millions d'€ (29,16 %) et l'Espagne avec 308 millions d'€ (13,75 %).

## Nouvelles tendances

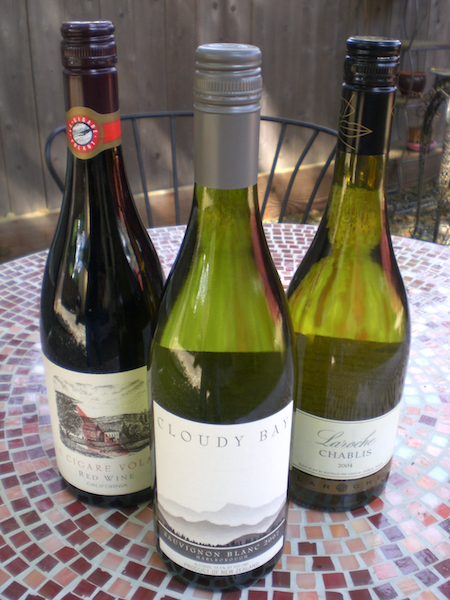
Trois bouteilles de vin utilisant une capsule à vis

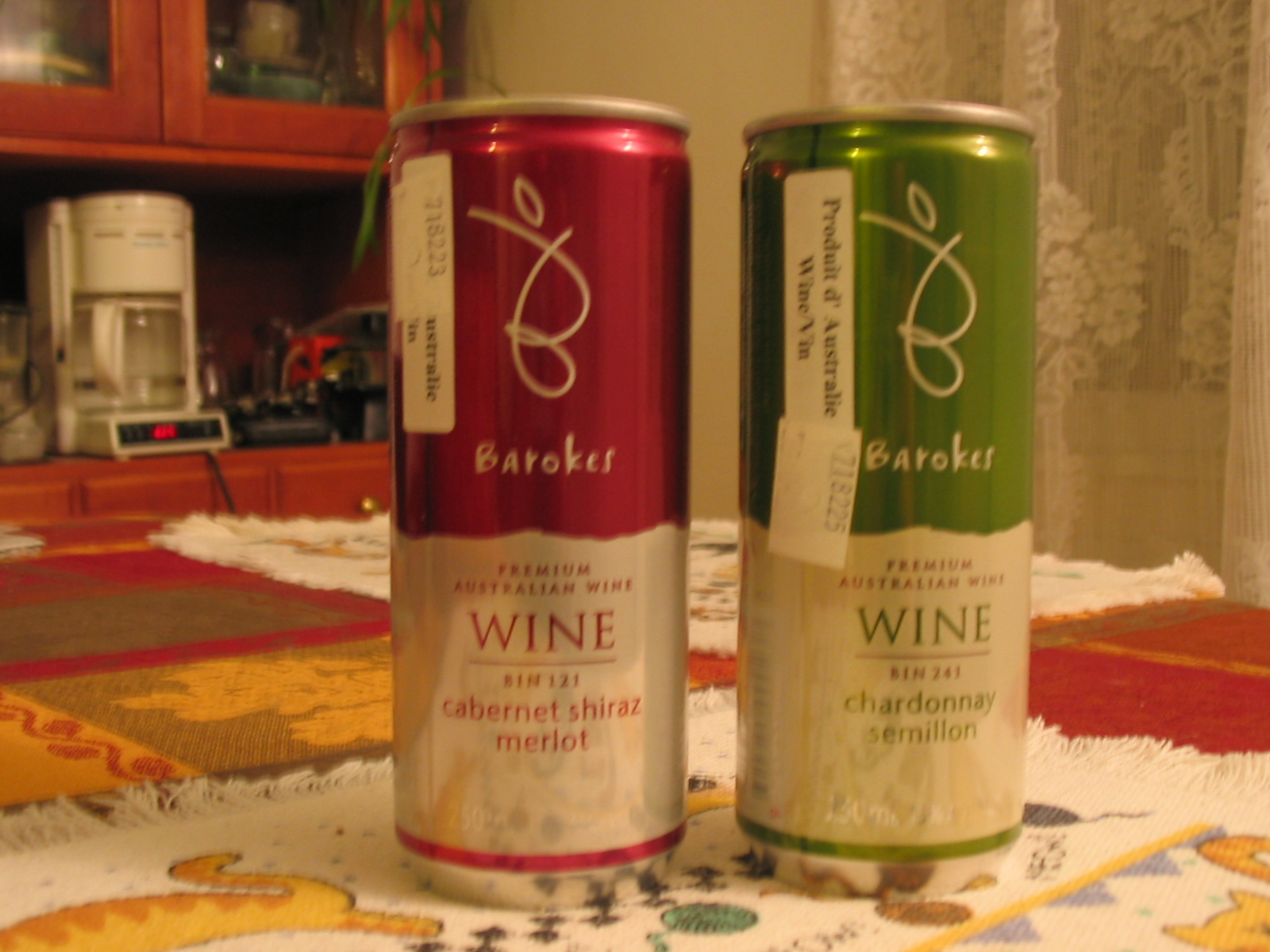
Vin australien en canette

ProWein est le salon où quelques nouvelles tendances sont apparues comme le remplacement du bouchon de liège (naturel ou synthétique) par une capsule à vis, la Suisse puis l'Australie et la Nouvelle-Zélande étant les premiers pays à promouvoir ce type de bouchage (marque « Stelvin »). En France, ce phénomène est plus récent (années 2000) avec des précurseurs comme André Lurton ou Michel Laroche. Deux types de joints adaptés selon les vins : saran film étain ou saranex ; l'œnologue choisit le joint en fonction de l'échange gazeux souhaité. L'avantage principal de la capsule à vis serait de maintenir « une qualité constante d'une bouteille à l'autre, ». 
Y ont été testées des formes de contenants originales soit en taille, soit en étiquetage. On a vu apparaître des vins emballés dans des boîtes en aluminium pour répondre à de nouveaux types de consommation (discothèques, pubs, etc.) ou pour les jeunes des vins additionnés de différents jus de fruits tropicaux ornés d'étiquettes aux couleurs intenses et lumineuses.